# COVIran Barekat
COVIran Barekat (persky کووایران برکت) je vakcína proti covidu-19 vyvinutá v Íránu společností Shifa Pharmed Industrial Group, dceřinou společností Barkat Pharmaceutical Group. Jde o vakcínu na bázi inaktivovaného viru. Íránské úřady povolily její nouzové použití. Díky tomu se stala první lokální vakcínou proti covidu-19 schválenou pro nouzové použití na Blízkém východě.
Odpovědní činitelé sdělili, že se chystají publikovat výsledky klinických studií v recenzovaném časopise. Průběžné výsledky studií fáze I a II ukázaly, že 93,5 % příjemců vakcíny (interval spolehlivosti 95 %, 88,4–99,6 %) si vytvořilo ochranné protilátky proti SARS-CoV-2. Tyto výsledky neprošly dosud recenzním řízením a popisují schopnost vakcíny navodit imunitu, nikoli však samotnou účinnost.
Vakcínu dostalo několik íránských osobností, včetně nejvyššího vůdce Alího Chameneího a prezidenta Ebrahima Raisího. Do 10. října 2021 bylo podle generálního ředitele Shifa Pharmed vyrobeno asi 16 milionů dávek.

## Lékařské použití
Vakcína se podává formou intramuskulární injekce a mezi dvěma dávkami by měl být odstup 28 dní.

## Farmakologie
COVIran Barekat je vakcína na bázi inaktivovaného viru.

## Výroba

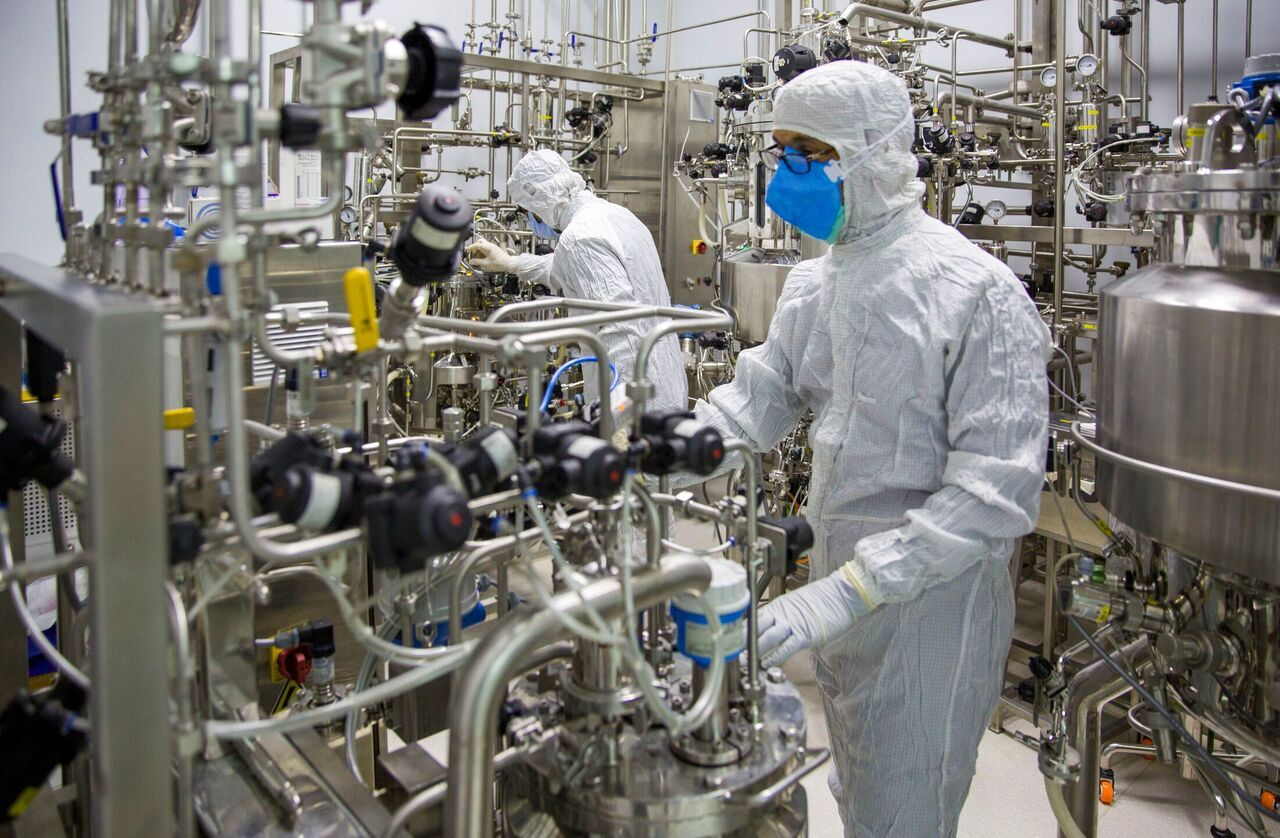
První výrobní linka, březen 2021

Barkat Pharmaceutical Group zahájila stavbu továrny na výrobu vakcín dne 17. prosince 2020 s cílem postavit ji do 3 měsíců. Podle Vykonání příkazu Imáma Chomejního (EIKO), s přímým dohledem nejvyššího vůdce Íránu, „by výroba vakcíny vyvinuté jednou z jejích společností, Shifa Pharmed, mohla dosáhnout obratu 12 milionů dávek měsíčně, a to šest měsíců po úspěšném završení studie“.
Sériová výroba byla zahájena 15. března 2021. První vyrobená šarže byla představena 10. května 2021.
Existují tři výrobní linky pro COVIran Barekat.
- Jakmile budou všechny linky uvedeny do provozu, měla by jejich celková výrobní kapacita dosáhnout 25-30 milionů dávek za měsíc.[6]

- První linka má kapacitu 3-4 milionů dávek za měsíc a zahájila výrobu 15. března 2021.[18][17]
- Druhá linka vyrobí 6-8 milionů dávek měsíčně.[17] Dne 17. srpna uvedla do procesu výrobu první várky.[6]
- Třetí linka má kapacitu 16-20 milionů dávek měsíčně.[17] Dne 17. srpna bylo hlášeno, že 95 % zařízení je připraveno a instalováno a odpovědní činitelé by rádi zahájili provoz ke konci září.[6]

Do 3. července 2021 bylo vyrobeno asi 2,7 milionů dávek vakcíny COVIran Barekat a 400 000 dávek doručeno íránskému ministerstvu zdravotnictví, jak uvedl Mohammad Mokhber, zástupce koordinátora Vykonání rozkazu Imáma Chomejního.
Podle Mokhbera dosáhla výroba vakcín do 27. července 2021 asi 5 milionů dávek a ministerstvo zdravotnictví obdrželo 1,3 milionu.
Podle EIKO bylo do 30. srpna 2021 vyrobeno asi 8 milionů dávek a 4,2 milionů dodáno ministerstvu zdravotnictví.
GenerálnÍ ředitel Shifa Pharmed uvádí, že do 10. října 2021 společnost vyrobila asi 16 milionů dávek a z toho 7,5 milionů dodala ministerstvu zdravotnictví.

## Historie

### Preklinické zkoušky
Výsledky preklinické studie provedené na zvířatech byly publikovány v (nerecenzovaném) předtisku dne 10. června 2021. Podle autorů testy ukázaly, že vakcína je bezpečná a účinná u zvířat.
Dne 26. října 2021 byly výsledky preklinické studie zveřejněny v recenzovaném časopise.

### Klinické testování
Klinické studie jsou testy prováděné na lidech, jejichž účelem je prokázat bezpečnost a účinnost zkoumané léčby. Klinický výzkum zahrnuje různé fáze, z nichž každá má své vlastní primární cíle. Například klinické studie fáze I se zaměřují na získání základních informací o bezpečnosti a dávce.
| Fáze                 | Registrace           | Registrace           | Počet zúčastněných   | Počet zúčastněných   | Počet zúčastněných           | Počet zúčastněných     | Věk účastníků        | Ref                  |
| Fáze                 | Číslo                | datum                | Celkem               | Vakcína              | Placebo                      | Poměr vakcína/ placebo | Věk účastníků        | Ref                  |
| Zkoušky na dospělých | Zkoušky na dospělých | Zkoušky na dospělých | Zkoušky na dospělých | Zkoušky na dospělých | Zkoušky na dospělých         | Zkoušky na dospělých   | Zkoušky na dospělých | Zkoušky na dospělých |
| -------------------- | -------------------- | -------------------- | -------------------- | -------------------- | ---------------------------- | ---------------------- | -------------------- | -------------------- |
| I                    | IRCT20201202049567N1 | 15. prosince 2020    | 56                   | 24 (3 μg) 24 (5 μg)  | 8                            | 7:1                    | 18-50 let            | [ 24 ]               |
| I                    | IRCT20201202049567N2 | 13. března 2021      | 32                   | 24                   | 8                            | 3:1                    | 51-75 let            | [ 25 ]               |
| II                   | IRCT20201202049567N3 | 13. března 2021      | 280                  | 224                  | 56                           | 5:1                    | 18-75 let            | [ 10 ] [ 26 ]        |
| III                  | IRCT20201202049567N3 | 21. dubna 2021       | 20 000               | 13,333               | 6,666                        | 2:1                    | 18-75 let            | [ 10 ] [ 26 ]        |
| Zkoušky na dětech    |                      |                      |                      |                      |                              |                        |                      |                      |
| I                    | IRCT20171122037571N3 | 11. listopadu 2021   | 60                   | 30                   | 30 (vakcína Sinopharm BIBP)  | 1:1                    | 12-18 let            | [ 27 ]               |
| II                   | IRCT20171122037571N3 | 11. listopadu 2021   | 440                  | 220                  | 220 (vakcína Sinopharm BIBP) | 1:1                    | 12-18 let            | [ 27 ]               |

Všechny studie byly randomizované, dvojitě zaslepené, placebem kontrolované s rozdělením do paralelních ramen a účastnili se jich zdraví dobrovolníci.

#### Fáze I
Íránský úřad pro potraviny a léčiva schválil vakcínu pro testování na lidech. Podle zpráv se k testování vakcíny dobrovolně přihlásilo více než 65 000 Íránců, přičemž bylo potřeba pouze 56 lidí.
Dne 29. prosince 2020 bylo u této první íránské vakcíny proti covidu-19 zahájeno testování na lidech. Prvním dobrovolníkem, který dostal dávku COVIran Barekat, byla Tayyebeh Mokhber, dcera Mohammada Mokhbera, zástupce koordinátora Vykonání rozkazu Imáma Chomejního (Setad). Ministr zdravotnictví Saeed Namaki a viceprezidentka pro vědu a technologii Sorena Sattariová se zúčastnili obřadu injekce první vakcíny.
Primárním cílem fáze I bylo posouzení bezpečnosti. Této fáze se účastnilo 56 zdravých dobrovolníků ve věku 18–50 let. Účastníci dostali druhou dávku injekce naposledy dne 4. března 2021. Druhá studie fáze I zahrnovala 32 dobrovolníků ve věku 51–75 let. Účastníci obdrželi první injekci dne 15. března a poslední 9. dubna.

#### Fáze II/III
Fáze II a III klinických studií byly propojeny, což umožnilo zahájit třetí fázi před dokončením druhé. Věk účastníků se pohyboval od 18 do 75 let.
Fáze II se primárně zaměřovala na schopnost vakcíny navodit imunitu. Zúčastnilo se jí 280 dobrovolníků. První dobrovolníci byli naočkováni dne 15. března a poslední injekci druhé dávky dostali 25. května.
Primárním cílem fáze III bylo zhodnotit, nakolik je vakcína účinná v prevenci mírného, středního a těžkého onemocnění. Do studie se zapojilo 20 000 účastníků v šesti městech v Íránu (Teherán, Karadž, Širáz, Isfahán, Mašhad a Búšehr ). Fáze III byla zahájena 21. dubna a první očkování proběhla 25. dubna. Do 14. června dostalo 18 000 dobrovolníků svou první dávku a 2 000 druhou dávku vakcíny nebo placeba. Doktorka Minoo Mohraz byla prvním naočkovaným dobrovolníkem ve fázi III.

#### Výsledky
Dne 16. června 2021 tisk zveřejnil souhrn výsledků získaných ve fázi I a II. Zpráva uvádí, že byly zaznamenány pouze mírné nežádoucí účinky s výjimkou jednoho případu hypotenze, jednoho případu bolesti hlavy 2. stupně a jednoho případu úbytku krevních destiček, který nevyžadoval lékařskou péči. Běžný Virus Zneškodňující Test (cVNT) prokázal 93,5% imunogenicitu (95% interval spolehlivosti: 88,4 – 99,6 %). Manažer projektu výroby vakcíny uvedl dne 23. června 2021, že výsledky druhé fáze ukázaly, že „sérum očkovaných lidí má míru schopnosti zneškodnit virus 93,5 %, což znamená, že vakcína účinkuje velmi dobře, jak se ukáže po skončení třetí fáze“.
Podle vysílací sítě Radio Farda vlastněné Americkou agenturou pro globální média se vyskytly jisté hlasy zpochybňující vědeckou dokumentaci v článku o vakcíně.
Ředitel Barkat Pharmaceutical Group oznámil dne 27. července 2021, že článek s výsledkem klinických studií byl zpracován a předložen k posouzení. "Bude zaslán deseti důležitým vědeckým časopisům po světě, ale může chvíli trvat, než ho publikují."
V únoru 2021 (v době, kdy probíhala studie fáze I), vedoucí týmu pro výrobu vakcíny v Setad uvedl, že vakcína také zneškodňuje britský mutovaný covid-19.

#### Studie na dětech ve věku 12-18 let
Klinická studie fáze I–II na dětech ve věku 12–18 let byla zahájena dne 23. listopadu 2021. Jedná se o srovnávací studii, v níž polovina z 500 účastníků dostává vakcínu Coviran Barkat a druhá polovina vakcínu Sinopharm BIBP. Studie se primárně zaměřuje na hodnocení bezpečnosti a schopnosti navodit imunitu.

#### Ostatní země
Mohammad Reza Salehi, činitel odpovědný za výrobu íránských vakcín Barekat, sdělil: „Některé sousední země mají tendenci zapojit se do třetí fáze klinického výzkumu íránského COVIran Barekat“. Írán přehodnocuje doporučení těchto zemí za účelem schválení jejich účasti.

### Oprávnění
Vakcína získala licenci od íránského úřadu pro kontrolu potravin a léčiv dne 13. června 2021. Írán nyní podstupuje kroky k její registraci u Světové zdravotnické organizace.

## Společnost a kultura
Alí Chameneí, nejvyšší vůdce Íránu, obdržel svou první dávku lokální vakcíny COVIran Barekat dne 25. června 2021 (dvanáct dní poté, co získala od íránských úřadů povolení k použití pro veřejnost). Druhou dávku dostal 23. července 2021.
Ebrahim Raisi, Mohammad Bagher Ghalibaf, Ali Larijani a Amoli Larijani se rovněž nechali naočkovat touto vakcínou.